# Cuito
Cuito – rzeka w południowo-wschodniej Angoli. Źródło rzeki znajduje się na wyżynie Bije, w środkowej części kraju. Cuito płynie w kierunku południowo-wschodnim aż do ujścia, znajdującego się na rzece Okawango, w pobliżu miasta Dirico przy granicy angolsko-namibijskiej.